# Brisinga gunnii
Brisinga gunnii is een zeester met veertien tot vijftien armen uit de familie Brisingidae. De kleur is bleek roodachtig oker.
De wetenschappelijke naam van de soort werd in 1893 gepubliceerd door Alfred William Alcock. Het materiaal waarop de beschrijving gebaseerd is, was tussen 1885 en 1893 opgedregd van een diepte van 559 vadem (1022 meter) voor de kust van Konkan, tijdens een van de onderzoeksexpedities met het onderzoeksschip Investigator. Hoewel de schrijfwijze van het epitheton (met een hoofdletter, en eindigend in dubbel "i") duidelijk maakt dat de soort is vernoemd naar een persoon, geeft de protoloog geen aanwijzing aan welke "Gunn" die eer te beurt viel.